# Centre horticole de la Ville de Paris
Le Centre horticole de la Ville de Paris (aussi appelé Centre horticole de Rungis, mais il est à cheval sur trois villes, Rungis, Fresnes et Wissous) produit chaque année 2,5 millions de végétaux servant à la décoration de l'ensemble de la ville de Paris.

## Description
Parmi les plantes produites :
- des plantes d'extérieur pour l'ensemble des jardins de la ville de Paris ;
- des plantes de décoration d'intérieur pour les bâtiments officiels et les réceptions ;
- 3 500 arbres et 115 000 arbustes pour l'ensemble de Paris (rue, squares, parcs, jardin...).

Ce centre, appartenant à la ville de Paris, ne peut produire des plantes que pour la ville de Paris et pour aucune autre ville. Elle produit environ 80 % des demandes de végétaux de la capitale.
Le centre se compose de serres, et d'une pépinière attenante aux serres.
Ce centre possède une superficie de 44 hectares, son annexe à Achères (Yvelines) fait, elle, 20 hectares.
Ce centre a drastiquement changé sa manière de produire depuis quelques années. Une manière plus écologique et respectueuse de l'environnement. Le lâcher d'insecte contre les ravageurs les pièges adhésifs chromo-attractifs, les lampes anti-insectes et la suppression du feuillage atteint par les maladies permettent une lutte biologique. D’autre part, le centre privilégie des plantes pauvre en apport en eau. Le désherbage se fait de manière mécanique, aucun pesticide n'est utilisé. Le stockage de masse thermique dans les serres permet de réduire considérablement l’utilisation du chauffage durant la nuit. La mécanisation et l’automatisation des équipements favorisent une production sans gaspillage. Ainsi, le centre n'utilise pratiquement plus de produit phytosanitaire et a diminuer par 30 l'achat de ces produits depuis 2001. Il est aussi a noté que le centre est en étroite collaboration avec la PBI (protection biologique pntégrée).
Tous les ans, on n'y compte pas moins de 185 000 plantes saisonnières, 5 000 arbres, 145 000 plantes vivaces, 150 000 arbustes, 70 000 chrysanthèmes et 6 000 rosiers.

## Historique
Le précédent lieux de production horticole de la ville de Paris se trouvait depuis 1898 au jardin des serres d'Auteuil.
Mais en 1968, la construction de l'échangeur d'Auteuil et du boulevard périphérique supprima un tiers de la surface du jardin.
Cela entraîna le déménagement du Centre horticole de la Ville de Paris à Rungis et Fresnes.

## Galerie de photographies

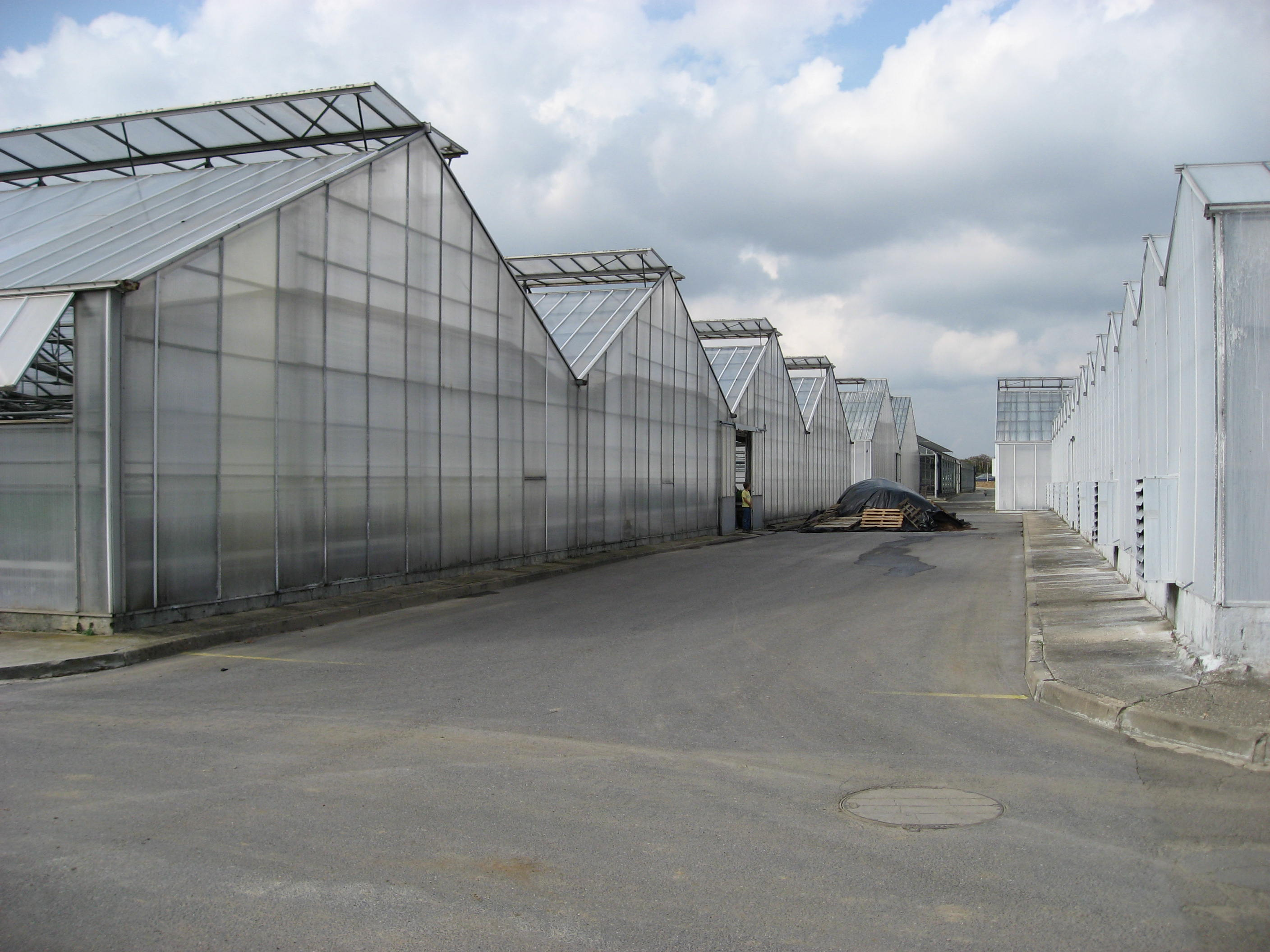
L'extérieur des serres horticoles.
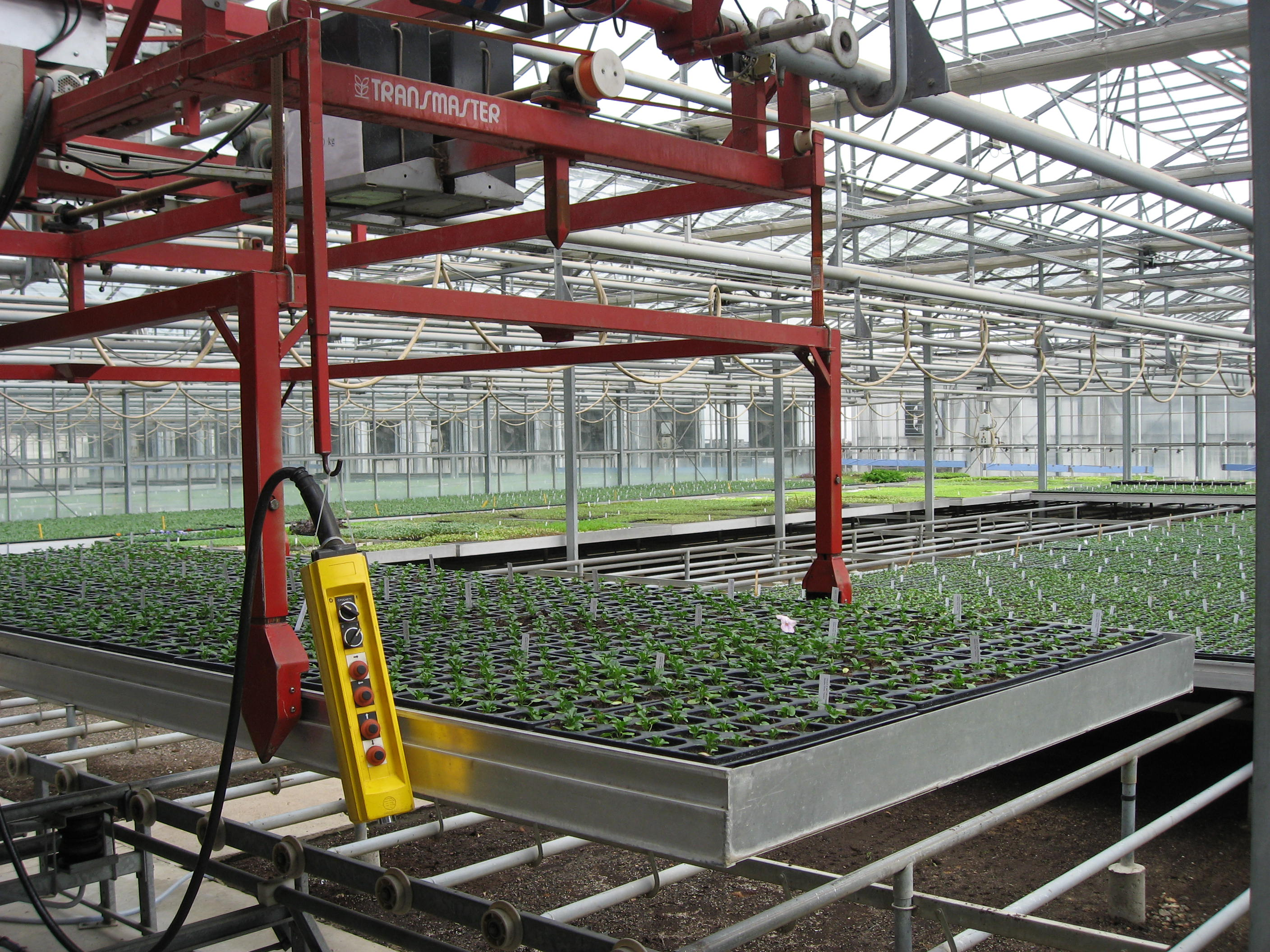
L'intérieur des serres horticoles.
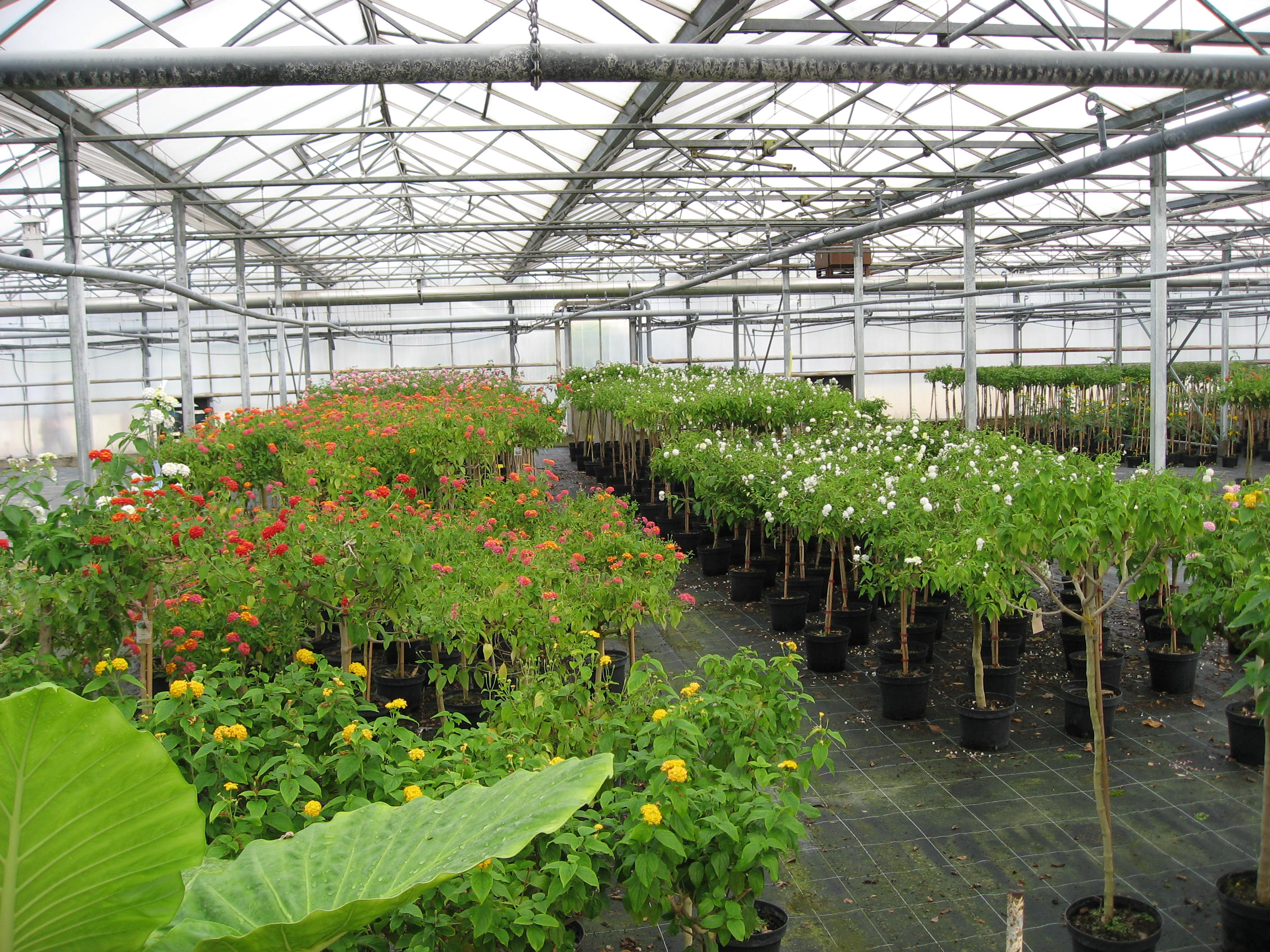
L'intérieur des serres de la pépinière.
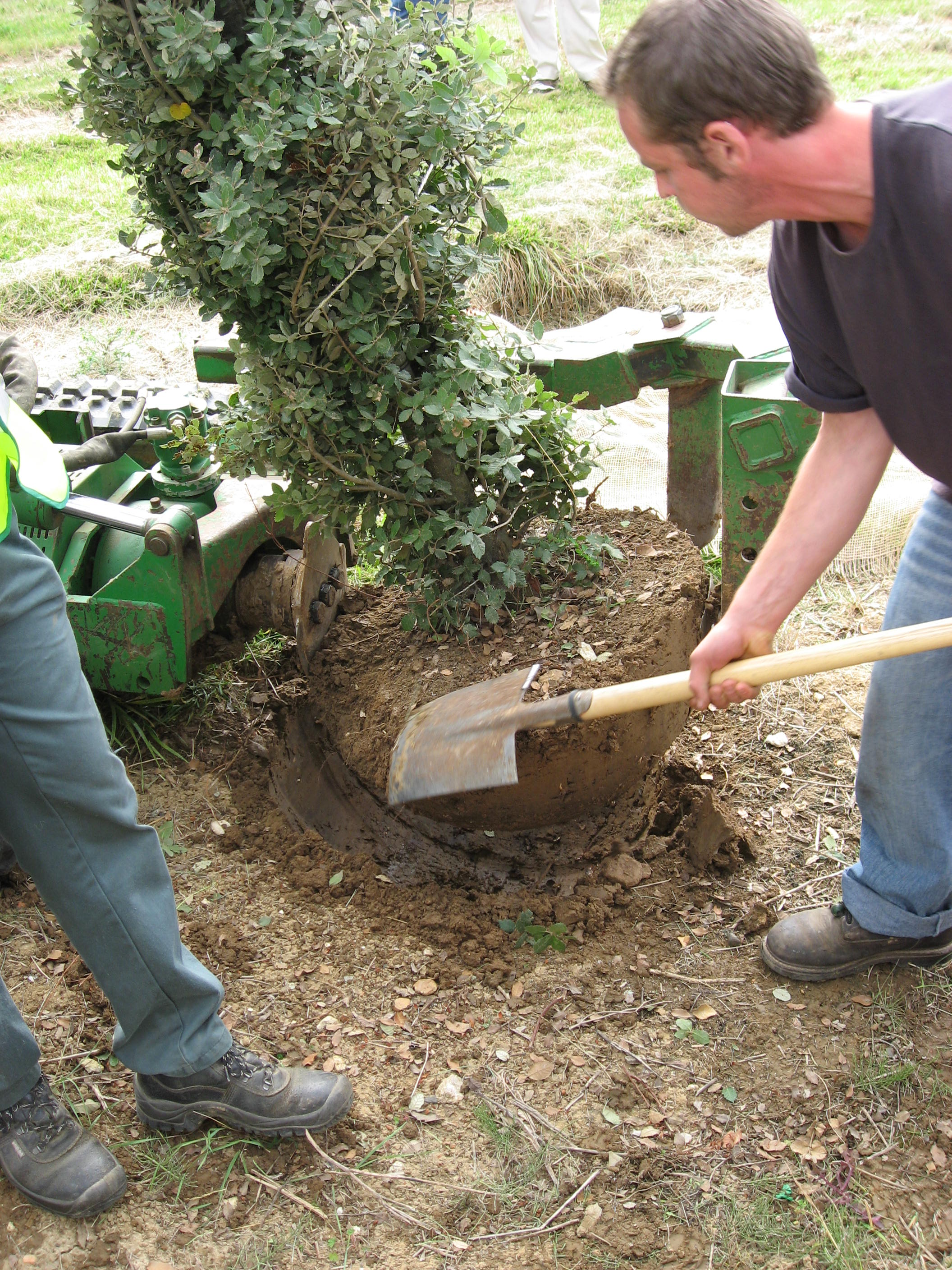
Démonstration de démottage d'arbre.
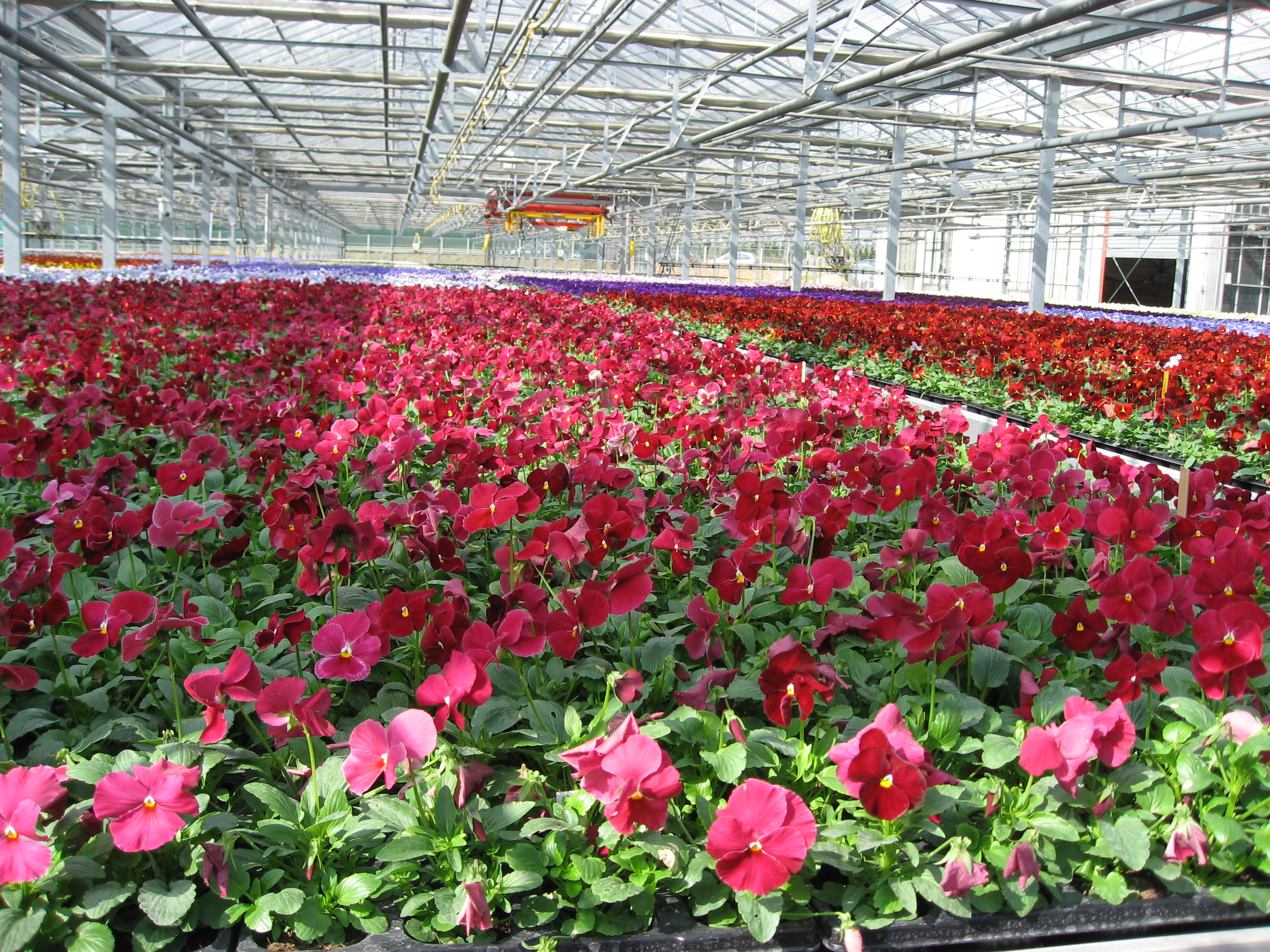
Des pensées.
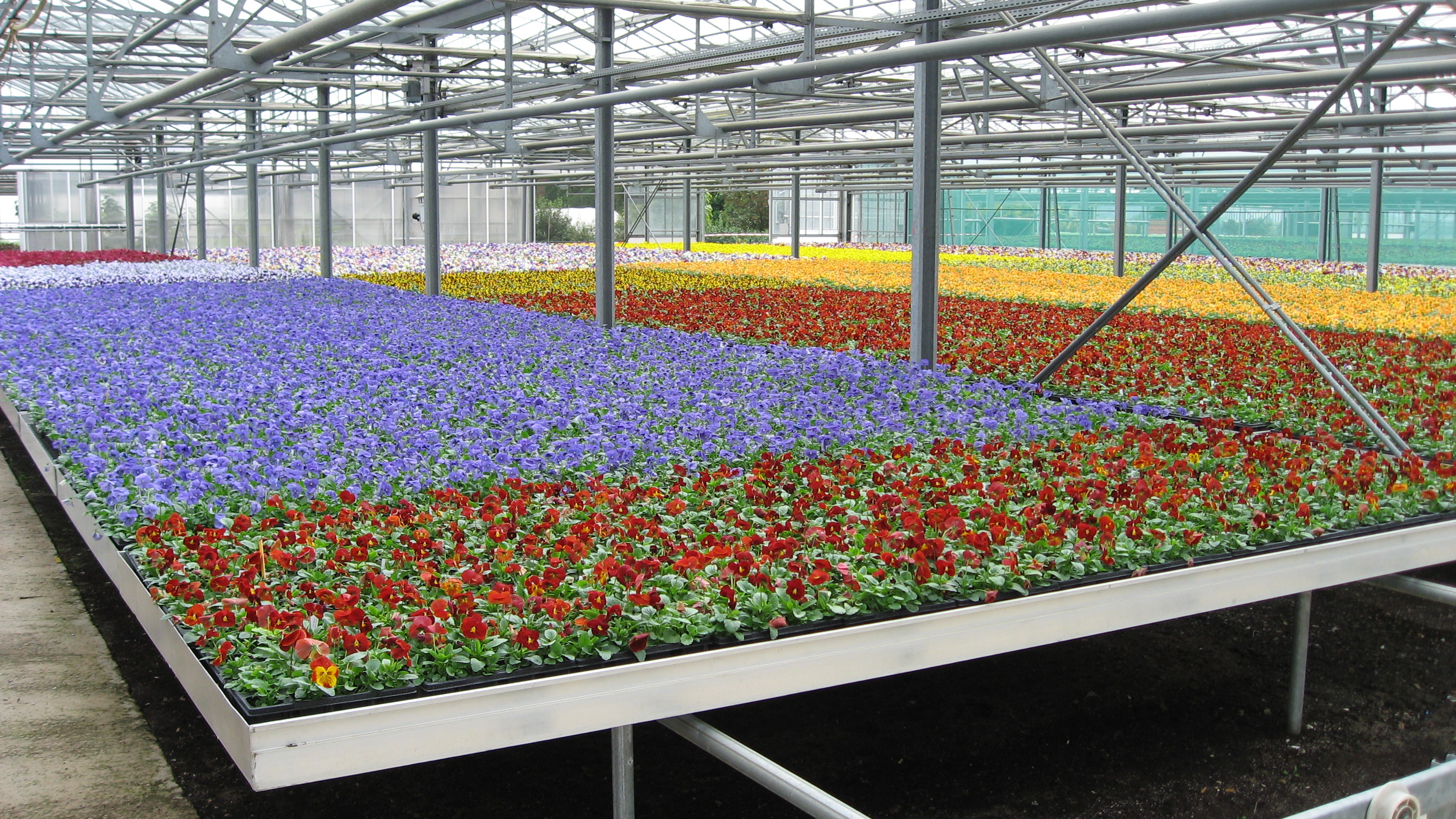
Des pensées.
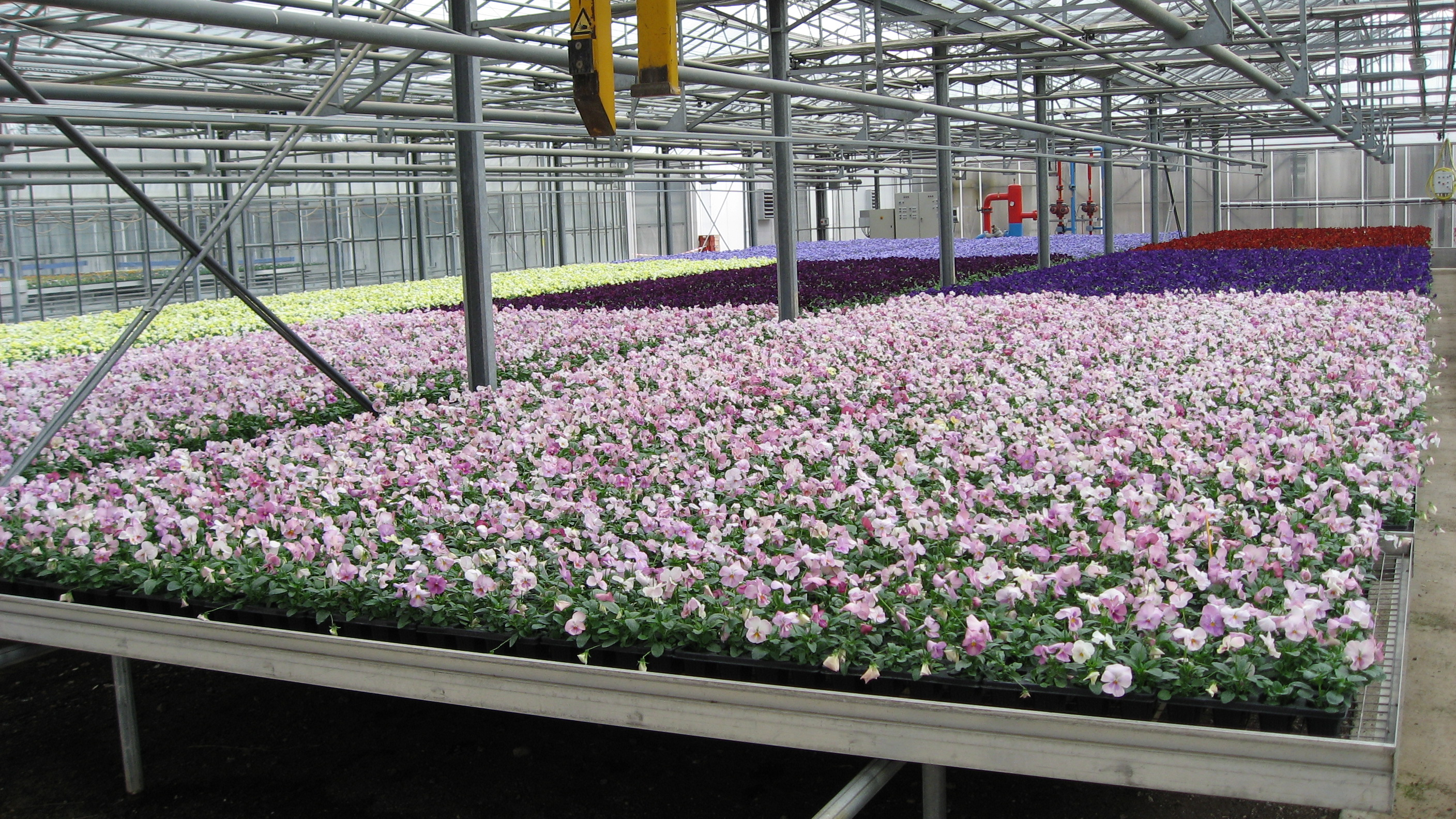
Des pensées.
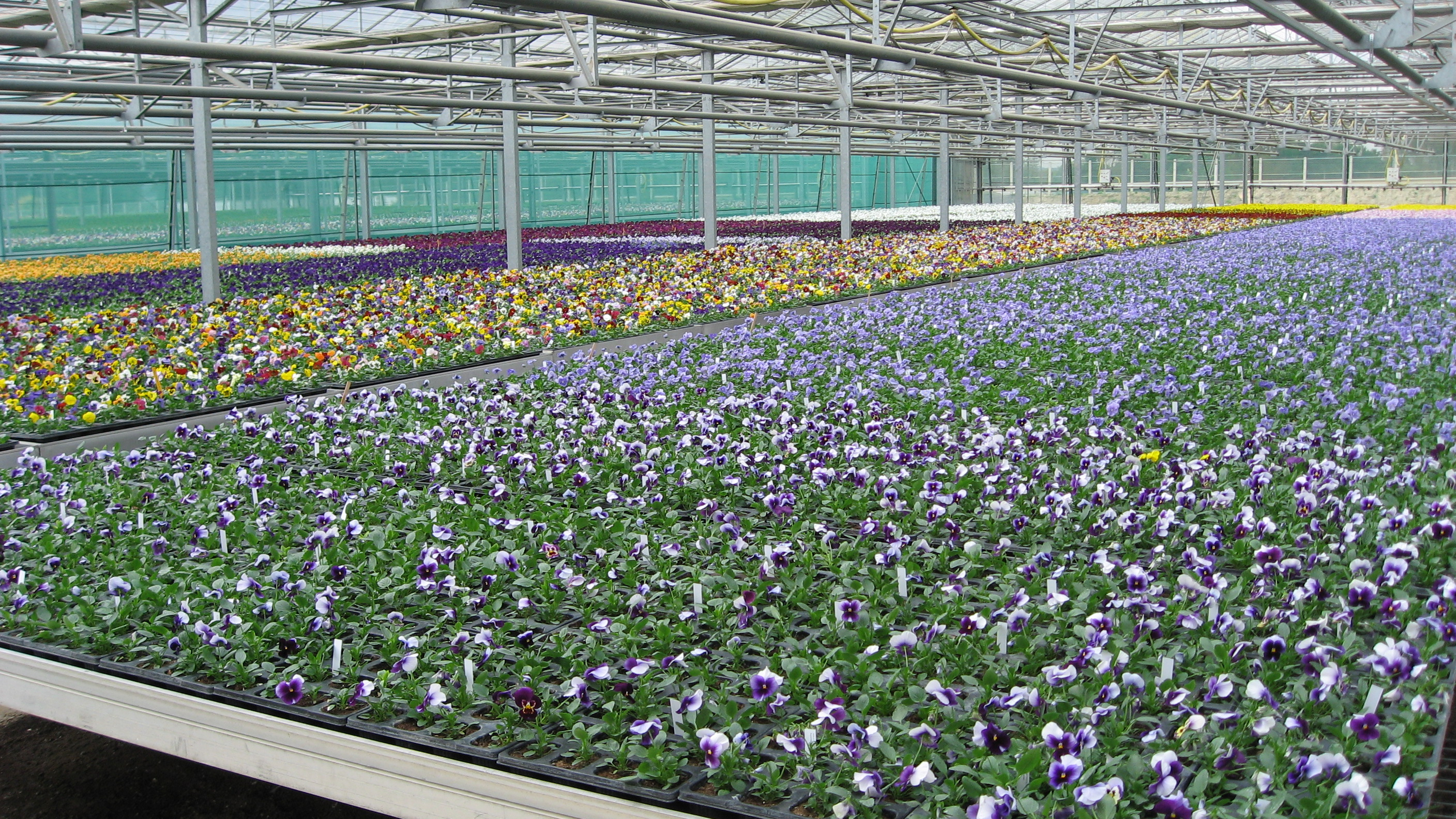
Des pensées.

## Adresse
- Adresse : 27, avenue de Fresnes 94150 Rungis.
- Plans et vues satellite : 48° 44′ 55″ N, 2° 20′ 20″ E.